# Pseudoxandra williamsii
Espèce
Classification APG III (2009)
Synonymes
- Cremastosperma williamsii R.E.Fr.[1]

Statut de conservation UICN

 VU D2 : Vulnérable
Pseudoxandra williamsii est une espèce de plantes à fleurs de la famille des Annonaceae. C'est un buisson endémique du Pérou.

## Publication originale
- Acta Horti Bergiani 12: 227. 1937.